# 桜井靖久
桜井 靖久（さくらい やすひさ、1934年1月13日 - 2011年1月12日）は日本の医師、医学者。東京女子医科大学名誉教授。専門は医用生体工学、生体材料学。

## 略歴・人物
1934年に東京府で生まれる。1958年に東京大学医学部を卒業する。1959年から東京大学第二外科勤務、アラビア石油カフジ鉱山業所医師を経て、1965年に東京大学医用電子研究施設助手となる。1971年-1973年に同助教授の後に、1974年より東京女子医科大学教授に就任する。1976年から同大学医用工学研究施設長を務める。1999年に東京女子医科大学名誉教授・顧問となり、2001年-2004年には早稲田大学客員教授を歴任した。
専門分野として医用材料、薬物送達システム、未来医学などを研究し、東京女子医科大学教授岡野光夫等と共に特許も多数取得している。
2011年1月12日、東京都内の自宅で死去。76歳没。

## 社会活動
社会的活動としては、日本バイオマテリアル学会会長、日本エム・イー学会副会長を務め、日本人工臓器学会、高分子学会、日本DDS学会、日本レーザー医学会の各理事、日本医科器械学会、日本胸部外科学会、国際人工臓器学会の各会員、日本組織工学会顧問であった。また、医療技術産業戦略コンソーシアム（METIS）共同議長を金井務日立製作所会長と務めた他、未来医学研究会会長、ヘルスケア・パーク研究会代表を歴任し、経済産業省医療機器産業懇談会座長など政府において厚生労働省や経済産業省の審議会等で委員として活動した。

## 受賞
- 1988年、日本バイオマテリアル学会賞
- 1995年、高分子科学功績賞
- 1996年、Founders Award for the Controlled Release Society
- 1999年、日本バイオマテリアル学会科学功績賞
- 2000年、日本ME学会賞[2]

## 著書

### 単著
- 『入門人工臓器』（日本経済新聞社、1986年）
- 『未来医療の構図』（日本医療企画、1995年）

### 共編著
- 『人工臓器資料集成』（編著、越川昭三・中林宣男、ライフ・サイエンス・センター、1976年）
- 『医用工学MEの基礎と応用』（編著、共立出版、1980年）
- 『MEの知識と機器の安全』（編著、ME技術講習会実行委員会監修、南江堂、1983年）
- 『臨床液体クロマトグラフィー』（編著、高井信治、講談社、1984年）
- 『インテリジェント・マテリアル』（共著、日刊工業新聞社、1987年）
- 『ISO 9001/9002を適用するための医療用具の品質システム』（編著、日本規格協会、1998年）

### 監修
- 『医療の未来像とリスクマネジメント』（シーエムシー、1994年）
- 『ヒトのからだ』（リンダ・カラブレシ著、出田興生訳、昭文社、2008年）

### 訳書
- 『サイボーグ』（D.S.ハラシー.Jr著、白揚社、1968年）
- 『心臓移植』（ヒーター・ホーソン著、ダイヤモンド社、1970年）
- 『脳』（I.アシモフ著、白揚社、1972年）

### 論文
- 国立情報学研究所収録論文 国立情報学研究所.2010-05-07閲覧。